# Jaroslava Pencová
Jaroslava Pencová (Bratislava, 24 giugno 1990) è una pallavolista slovacca.
Gioca nel ruolo di centrale nel Budowlani Łódź.

## Carriera
La carriera di Jaroslava Pencová inizia a livello giovanile nella formazione del Bilíkova, dove gioca fino al 2006. Nella stagione 2006-07 fa il suo esordio da professionista nella Extraliga slovacca vestendo la maglia del Doprastav Bratislava: resta legata al club per ben sette annate, nel corso delle quali si aggiudica due scudetti e quattro edizioni della Coppa di Slovacchia; nello stesso periodo, inoltre, riceve le prime convocazioni della nazionale slovacca, debuttando precisamente nel 2009.
Nella stagione 2013-14 gioca per la prima volta all'estero, approdando nella 1. Bundesliga tedesca, dove difende per due annate i colori del Dresdner, aggiudicandosi due scudetti consecutivi. Nel campionato 2015-16 approda nella Superliqa azera, ingaggiata dalla Lokomotiv Baku; con la nazionale vince la medaglia d'argento all'European League 2016.
Torna in campo nel gennaio 2017, dopo qualche mese di inattività, per giocare la seconda parte della stagione 2016-17 nella ORLEN Liga polacca col BKS, mentre per la stagione seguente approda nella Serie A1 italiana con la SAB di Legnano. Nel campionato 2018-19 ritorna in Polonia, nell'ora rinominata Liga Siatkówki Kobiet, per difendere i colori del Budowlani Łódź con cui si aggiudica la supercoppa.

## Palmarès

### Club
- Campionato slovacco: 2

2008-09, 2011-12
- Campionato tedesco: 2

2013-14, 2014-15
- Coppa di Slovacchia: 4

2007-08, 2008-09, 2010-11, 2011-12
- Supercoppa polacca: 1

2018

### Nazionale (competizioni minori)
- European League 2016